# Gli invisibili (film 1988)
Gli invisibili è un film del 1988 diretto da Pasquale Squitieri.

## Trama
Agli inizi degli anni ottanta Sirio, giovane operaio delle acciaierie di Terni con un passato nelle lotte studentesche, decide di abbandonare il proprio lavoro per militare in un gruppo di estrema sinistra. Benché dichiaratosi contrario alla lotta armata in seguito alla decisione da parte di alcuni elementi del gruppo di compiere azioni terroristiche, viene arrestato perché sorpreso con il suo migliore amico Apache, datosi nel frattempo alla clandestinità, e quindi accusato di complicità a banda armata.
Nonostante non ci siano effettive prove relative alla sua colpevolezza, a Sirio viene promessa la libertà solo se parlerà dell'organizzazione e dei suoi compagni: avendo rifiutato tale ricatto, il giovane sarà trasferito in un carcere di massima sicurezza dove incontrerà alcuni suoi compagni (fra cui Apache) e il Professore, un filosofo di estrema sinistra ritenuto il principale ispiratore dei movimenti. La vita che scorre nel carcere speciale sembra essere migliore rispetto a quella del penitenziario fin quando, in seguito a una rivolta condotta da alcuni militanti di estrema sinistra e sedata dal Gruppo di Intervento Speciale delle forze dell'ordine, viene ristabilito il massimo rigore.
Tali avvenimenti porteranno Sirio ad estraniarsi sempre di più dalla realtà, sino a perdere definitivamente il contatto con il mondo esterno.

## Produzione
Il film è un adattamento dell'omonimo romanzo di Nanni Balestrini (il quale ha contribuito, assieme a Squitieri e Italo Moscati, alla stesura della sceneggiatura), dal quale differisce per alcune ambientazioni (fra cui la città in cui agiscono i militanti), la caratterizzazione dei personaggi e l'arco di tempo in cui si svolge la trama.
Per volere di Squitieri, il film è stato prodotto senza l'ausilio di finanziamenti dalla televisione e con un cast composto, prevalentemente, da interpreti che avessero vissuto il periodo in cui la pellicola è ambientata (fra cui l'esordiente Alfredo Rotella, affiancato da elementi con poche esperienze cinematografiche alle spalle come Igor Zalewsky e Giulia Fossà).

### Riprese
Le riprese del film, conclusesi nel luglio 1988, si sono svolte prevalentemente a Terni, dove è ambientata la maggior parte delle sequenze che descrivono il periodo precedente all'arresto del protagonista (fra cui quella in cui abbandona il lavoro, realizzata all'interno delle acciaierie), e in un collegio di Roma, sfruttato per realizzare le scene ambientate nel carcere di Trani.
Il film fu approvato dalla censura il 27 agosto 1988, con il visto n. 83896.

## Colonna sonora
Alla colonna sonora del film, composta da Renato Serio e pubblicata dalla BMG, si affiancano alcuni brani musicali come Pensiero stupendo di Patty Pravo, È festa della Premiata Forneria Marconi e Gelato al limone di Lucio Dalla e Francesco De Gregori. Alcune sequenze della rivolta nel carcere sono inoltre accompagnate da frammenti del Tannhäuser di Richard Wagner.

## Riconoscimenti
- 1988 - 45ª Mostra internazionale d'arte cinematografica di Venezia
  - Premio Cinema Nuovo [5]